# Tristan Gommendy
Tristan Gommendy, né le 4 janvier 1980 au Chesnay (Yvelines), est un pilote automobile français. Vainqueur de la Coupe du monde de F3 à Macao et dernier champion de France de Formule 3. Il totalise douze participations aux 24 Heures du Mans. Rookie of year et Prix Jean Rondeau en 2003, il cumule quatre podiums et deux pole positions.
Actuellement, il est pilote officiel dans le championnat European Le Mans Series et s'est classé troisième[Quand ?].

## Biographie
Tristan Gommendy n'est autre que le neveu de Patrice Gommendy, gérant de la société Go Kart, fabricant de kart (et notamment membre de la commission nationale de karting en 2009 groupe de travail constructeurs, et en 2005 groupe constructeurs et importateurs). Patrice Gommendy fabriquera notamment le chassis PSM pour Pierre Gilbert, patron de PSM (entreprise notamment championne du Monde par équipe avec Sodikart). Pierre Gilbert a été un pilote professionnel français de kart 125 cm3 de 1995 à 2001.
A 11 ans, Tristan pilote son premier kart.
Révélé sur la scène internationale par sa victoire au GP de Macao de Formule 3 en 2002 (en devançant notamment le Finlandais Heikki Kovalainen), quelques semaines seulement après avoir décroché le titre de champion de France de Formule 3, Gommendy est par la suite passé dans le championnat de Formule Renault V6 en 2003 et participe la même année au 24 Heures du Mans au volant du prototype LMP1 officiel Dome (Constructeur Japonais). Il remportera les prix du Rookie of the year et le Prix Jean Rondeau. Il est encore à ce jour le seul pilote ayant remporté ces deux distinctions.
En parallèle, Gommendy est sélectionné quatre années consécutives de 2003 à 2006 par la Fédération française du sport automobile pour faire partie de l'équipe de France circuit dirigée par Jean Alesi.
Après un passage dans le championnat GP2 Series, Gommendy traverse l'Atlantique pour s'engager dans le championnat américain Champ Car en 2007. À la suite de tests concluant sur le circuit de Long Beach, il rejoint l'équipe KV Racing Technology et fera équipe avec le Suisse Neel Jani.
En 2008 et 2009, Tristan pilote dans la Superleague Formula, sous les couleurs du FC Porto. En 2009 et 2010, on le retrouve également au volant de la WR-Zytek LMP2 en Le Mans Series et aux 24 Heures du Mans.
En 2010, il pilote dans la Superleague Formula, sous les couleurs du Galatasaray puis de l'Olympique lyonnais pour les quatre derniers meetings.
En 2011, il est de nouveau appelé pour représenter la France dans la Superleague Formula, sous les couleurs des Girondins de Bordeaux.
En 2013, il court pour Alpine en European Le Mans Series et aux 24 Heures du Mans.
En 2014 et 2015, il rejoint l'équipe TDS Racing engagée en European Le Mans Series et aux 24 Heures du Mans où il décroche la pole position des LMP2 en 2014 avec sa TDS Racing-Ligier-Nissan. Il termine à la deuxième place en LMP2 (sixième au général) avec ses coéquipiers Ludovic Badey et Pierre Thiriet.

## Palmarès
- Champion de France de Formule 3 en 2002 ;
- Vainqueur de la Coupe du monde au Grand Prix de Macao de Formule 3 en 2002 ;
- Rookie of the Year et Prix Jean Rondeau aux 24 Heures du Mans ;
- Troisième aux 24 Heures du Mans 2017. Trois seconde places en catégorie LMP2, en 2014, 2017, et 2018.

## Résultats aux 24 Heures du Mans
| Année | Écurie                | Coéquipiers                         | Voiture             | Catégorie | Tours | Class. | Class Cat. |
| ----- | --------------------- | ----------------------------------- | ------------------- | --------- | ----- | ------ | ---------- |
| 2003  | Racing for Holland    | Felipe Ortiz Beppe Gabbiani         | Dome S101-Judd      | LMP900    | 316   | Abd.*  | Abd.       |
| 2004  | Gerard Welter         | Jean-Bernard Bouvet Bastien Brière  | WR LM2004-Peugeot   | LMP2      | 137   | Abd.   | Abd.       |
| 2010  | Gerard Welter         | Philippe Salini Stéphane Salini     | WR LMP2008-Zytek    | LMP2      | 308   | 23e    | 8e         |
| 2013  | Signatech-Alpine      | Pierre Ragues Nelson Panciatici     | Alpine A450-Nissan  | LMP2      | 317   | 14e    | 8e         |
| 2014  | Thiriet by TDS Racing | Pierre Thiriet Ludovic Badey        | Ligier JS P2-Nissan | LMP2      | 355   | 6e     | 2e         |
| 2015  | Thiriet by TDS Racing | Pierre Thiriet Ludovic Badey        | Oreca 05-Nissan     | LMP2      | 204   | Abd.   | Abd.       |
| 2016  | Eurasia Motorsport    | Nick de Bruijn Pu Jun Jin (en)      | Oreca 05-Nissan     | LMP2      | 348   | 9e     | 5e         |
| 2017  | Jackie Chan DC Racing | David Cheng Alex Brundle            | Oreca 07-Gibson     | LMP2      | 363   | 3e     | 2e         |
| 2018  | Graff-SO24            | Vincent Capillaire Jonathan Hirschi | Oreca 07-Gibson     | LMP2      | 366   | 6e     | 2e         |
| 2019  | Graff-SO24            | Vincent Capillaire Jonathan Hirschi | Oreca 07-Gibson     | LMP2      | 362   | 14e    | 9e         |

* Abd. = abandon.

## Résultats en GP2 Series
| Saison | Écurie               | Courses disputées | Pole positions | Victoires | Points inscrits | Classement |
| 2006   | iSport International | 9                 | 0              | 0         | 6               | 20e        |